# Ali Ahn
Alison Ahn, née le 24 juillet 1981, est une actrice américaine.
Elle est apparue dans des séries télévisées telles que Billions, Orange Is the New Black, Comment élever un super-héros et La Diplomate.

## Biographie
Ali Ahn est née le 24 juillet 1981 et a grandi à Pasadena, en Californie et est d'origine coréenne.
Elle a pratiqué la danse et le théâtre à l'université de Yale, où elle a obtenu son diplôme en 2003.
En 2006, elle est diplômée dans le domaine des arts dramatiques au California Institute of the Arts.

## Carrière
Elle a fait ses débuts à Broadway, dans une reprise éphémère de The Heidi Chronicles face à Elisabeth Moss entre février et mai 2015. Elle a également joué hors de Broadway dans Letters of Suresh de Rajiv Joseph, au Tony Kiser Theatre en septembre et octobre 2021. Une critique du New York Times a déclaré que son « charisme désordonné » rehaussait la vanité de la pièce en matière d'écriture de lettres,.
À la télévision, elle a joué des personnages récurrents dans des séries telles que Billions et Orange Is the New Black. Elle a joué le rôle de Suzanne Wu, PDG d'une société de biotechnologie, dans la série de super-héros Netflix Comment élever un super-héros, rôle qu'elle a repris au cours de la deuxième saison. Elle a également joué le rôle d'Eidra Park dans la série dramatique La Diplomate. En 2024, elle rejoint l'Univers cinématographique Marvel en jouant dans la série Agatha All Along, aux côtés de Kathryn Hahn.

### Vie privée
Elle est en couple avec l'acteur William Jackson Harper, qui a joué avec elle dans une production inspirée de Roméo et Juliette à New York, en 2012,.

## Filmographie

### Cinéma

#### Longs métrages
- 2012 : Love and Other Lessons (Liberal Arts) de Josh Radnor : Vanessa
- 2015 : The Girl in the Book de Marya Cohn : Sadie
- 2017 : Landline de Gillian Robespierre : Sandra
- 2017 : Lost Cat Corona d'Anthony Tarsitano : Edie
- 2019 : Lucky Grandma de Sasie Sealy : Lynn
- 2019 : Anya de Jacob Akira Okada et Carylanna Taylor : Libby
- 2020 : The Scottish Play de Keith Boynton : Lauren

#### Courts métrages
- 2006 : That Simple de Jackee Chang : Beth
- 2006 : Present: A Moment in the Future de Jacqueline Kim : La serveuse
- 2008 : Love de Kirstie Palmer : La petite-amie en colère
- 2009 : In The Waiting Room de Jamal Caesar : Beth
- 2015 : Love Life de Joe Plummer : Plus_Sa_Change79
- 2018 : We Win de Michael Stahl-David : Jennifer
- 2019 : Upper de Linus Ignatius : Peyton
- 2021 : The Curse d'Heath Cullens : Lily

### Télévision

#### Séries télévisées
- 2010 : Ugly Betty : Fiona
- 2010 : New York, unité spéciale (Law and Order: Special Victims Unit) : Tess Chang
- 2011 : Louie : Wanda
- 2013 : FBI : Duo très spécial (White Collar) : Agent Watson
- 2013 : Zero Hour : Emily
- 2013 : Blue Bloods : Ella Ryu
- 2014 : Black Box : Tinker
- 2015 : Nurse Jackie : La jeune secrétaire
- 2015 : Odd Mom Out : Jillian
- 2015 : Benders : Angie
- 2016 - 2018 : The Path : Nicole
- 2016 - 2018 : Billions : Carly
- 2017 : Supernatural : Dagon
- 2017 : The Breaks : Josie Cho
- 2018 : Orange Is the New Black : Agent Nguyen
- 2019 - 2022 : Comment élever un super-héros (Raising Dion) : Suzanne Wu
- 2019 - 2023 : The Other Two : Jo
- 2020 : Social Distance : Anne-Marie
- 2020 : The Non-Essentials : La voisine
- 2020 : Next : Sarina
- 2022 : Little Demon : Arabella / Mabel / Lilith (voix)
- 2023 - présent : La Diplomate (The Diplomat) : Eidra Park
- 2024 : Agatha All Along : Alice Wu-Gulliver